# Oxytrypia orbiculosa
Oxytrypia orbiculosa là một loài bướm đêm trong họ Noctuidae.